# I Всесоюзный кинофестиваль
I Всесоюзный кинофестиваль — первый Всесоюзный кинофестиваль, начиная с которого такие кинофестивали в СССР стали проводиться на регулярной основе. Прошёл в 1964 году в Ленинграде. До этого в СССР было проведено три нерегулярных Всесоюзных кинофестиваля.

## Награды

### Призы и премии

#### Художественные фильмы
Главный приз:
- «Живые и мёртвые» (1964)
- «Тишина» (1963)

Специальная премия жюри:
- «Гамлет» (1964)

2-я премия за историко-революционные фильмы:
- «Москва — Генуя» (1964)

Премии фильмам:
- «Белый караван» (1963)
- «Живёт такой парень» (1964)

Премии по различным аспектам художественного решения фильмов:
- Художники: А. Заниша, И. Чюплис, В. Бимбайте, Э. Эмма («Шаги в ночи»)
- Сценаристы: Р. Файзи («Ты не сирота»)
- Композиторы: Д. Шостакович («Гамлет»)
- Режиссёры: Л. Шепитько («Зной»)
- Актёры: Н. К. Черкасов («Всё остаётся людям»), А. Папанов («Живые и мёртвые», «Родная кровь», «Приходите завтра…»), Е. Савинова («Приходите завтра…»), А. Умурзакова («Сказ о матери»), В. Артмане («Родная кровь»), В. Донская-Присяжнюк («Наймичка»)
- Оператор: В. Юсов («Я шагаю по Москве»)
- Звукооператоры: В. Зорин («Иоланта»)
- Директора картин: В. Цируль («Тишина»), А. Аршанский («Родная кровь»).

#### Документальные фильмы
1-я премия
- «Было их 39»
- «Два имени — одна жизнь»

2-я премия
- «Красная площадь»

#### Научно-популярные фильмы
1-я премия
- «Ленин» («Последние страницы»)

2-я премия
- «На грани двух миров»
- «Александр Ульянов»

#### Киножурналы
Призы за лучшие киножурналы
- «Страна советская», № 2
- «Молодёжь Украины», № 2
- «Сибирь на экране»

#### Мультипликационные фильмы
1-я премия
- «История одного преступления» (1962)
- «Отть в космосе» (1961)[1]

### Почётные дипломы
Почётными дипломами фестиваля награждены документальные и научно-популярные фильмы:
- «От весны до весны»
- «Чёрная процессия»
- «Жизнь — песня»
- «До шестнадцати»
- «Здравствуй, миллионер!»
- «Тигровая балка»
- «Рассказ о Михаиле Фрунзе»
- «Такие горы»
- «Сырые запахи реки»
- «Это было в Песчаном»
- «Вечерний берег»